# Christoph Gradmann
Christoph Gradmann (* 24. November 1960) ist ein deutscher Historiker, Medizinhistoriker und Professor für Medizingeschichte an der Universität Oslo.

## Leben
Christoph Gradmann legte 1980 das Abitur ab. Er studierte anschließend Mittlere und Neuere Geschichte an der Universität Birmingham bis zum Jahr 1984, das er mit dem Bachelor-Degree beendete. Es folgte ein Magisterstudium in den Fächern Deutsch und Geschichte an der Universität Hannover bis zum Jahr 1987. An dieser Universität promovierte Gradmann 1991. Er wurde anschließend wissenschaftlicher Mitarbeiter am Institut für Geschichte der Medizin der Ruprecht-Karls-Universität Heidelberg bei Wolfgang U. Eckart (1952–2021), wo er sich im Jahr 2005 mit einer Arbeit über den renommierten Bakteriologen und Nobelpreisträger von 1905, Robert Koch, für Medizin- und Wissenschaftsgeschichte habilitierte.
Im Oktober 2006 wurde Christoph Gradmann als Professor für Geschichte der Medizin an die Universität Oslo am „Department of Community Medicine and Global Health“ berufen, wo er sich mit der Geschichte der Infektionskrankheiten sowie der Geschichte von Global Health beschäftigt. Gradmann ist Autor zahlreicher Publikationen zu diesem Thema.
Christoph Gradmann verfügt über ein breites Netzwerk an Kooperationen im In- und Ausland. Zusammen mit Christian Bonah (Straßburg), Jean Paul Gaudelliere (Paris) und Volker Hess (Berlin) hat er das ESF-Forschungsnetzwerkprogramm DRUGS ins Leben gerufen, das von 2008 bis 2013 Mitglieder in neun europäischen Ländern hatte.
Gemeinsam mit Wolfgang U. Eckart ist Gradmann der Herausgeber eines Ärztelexikons, das 2006 in dritter Auflage erschien.

## Veröffentlichungen (Auswahl)
Als Autor
- Historische Belletristik. Populäre historische Biographien in der Weimarer Republik, Campus Verlag Ffm 1993, ISBN 978-3-593-34881-0. Inhaltsverzeichnis
- Eine Sozialgeschichte der Tuberkulose, in: Neue Politische Literatur. Berichte aus Geschichts- und Politikwissenschaft, Lang Ffm, Berlin, Bern, Wien, 45, 2000, S. 474–475.
- Krankheit im Labor. Robert Koch und die medizinische Bakteriologie, Wallstein Göttingen 2005 (Habilitationsschrift), ISBN 978-3-89244-922-5.
- Laboratory disease. Robert Koch’s medical bacteriology. Baltimore 2009.
- Evaluating and Standardizing Therapeutic Agents, 1890–1950. Palgrave Macmillan 2010, ISBN 978-0-230-20281-8.
- Robert Koch – Zentrale Texte. Springer Nature Berlin 2018, ISBN 978-3-662-56453-0. doi:10.1007/978-3-662-56454-7
- Treatment on Trial: Tanzania’s National Tuberculosis Program, the International Union against Tuberculosis and Lung Disease, and the Road to DOTS, 1977-1991. In: Journal of the History of Medicine and Allied Sciences  74 (2019), 316–343.
- Another Magic Mountain: Kibong'oto Hospital and African Tuberculosis, 1920-2000. Ohio University Press 2025. ISBN 0821426338.

Als Herausgeber
- mit Oliver von Mengersen: Das Ende der Weimarer Republik und die nationalsozialistische Machtergreifung. Vorträge Heidelberger Historiker in der Reichspräsident Friedrich Ebert-Gedenkstätte, Manutius Verlag Heidelberg 1994, ISBN 978-3-925678-48-6. Inhaltsverzeichnis
- mit Wolfgang U. Eckart: Die Medizin und der Erste Weltkrieg, 1. Aufl. Centaurus Verlags Gesellschaft Pfaffenweiler 1996, ISBN 978-3-8255-0066-5. (Rezension von Achim Thom, 1999.), 2. Aufl. dto. Centaurus 2003, ISBN 978-3-8255-0066-5.
- mit Thomas Schlich: Strategien der Kausalität: Konzepte der Krankheitsverursachung im 19. und 20. Jahrhundert, Centaurus-Verl.-Ges. Pfaffenweiler, 1999, ISBN 978-3-8255-0173-0., 2. Aufl. dto. Centaurus Pfaffenweiler 2004, ISBN 978-3-8255-0173-0.
- mit Wolfgang U. Eckart: Ärztelexikon. Von der Antike bis zur Gegenwart, 2. Aufl. Springer Berlin, Heidelberg, New York 2001, 3. Aufl. 2006, ISBN 978-3-540-29584-6.

Als Mitarbeiter
- mit Wolfgang U. Eckart: Medizin, in: Gerhard Hirschfeld (Hrsg.): Enzyklopädie Erster Weltkrieg, Schöningh Paderborn 2003, S. 210–219, ISBN 978-3-506-73913-1.

## Forschungsschwerpunkte
- Geschichte der Infektionskrankheiten vom 19. Jahrhundert bis heute.
- Medizinische Anthropologie.

## Auszeichnungen
- Robert-Koch-Medaille des Robert Koch-Instituts 2005.
- Leverhulme Visiting Professor, Faculty of History & Green Templeton College, University of Oxford (2013–2014).